# Microlepia nipponica
Microlepia nipponica là một loài dương xỉ trong họ Dennstaedtiaceae. Loài này được C.Chr. mô tả khoa học đầu tiên năm 1906.
Danh pháp khoa học của loài này chưa được làm sáng tỏ. 